# Charpentierella rhodoptilus
Charpentierella rhodoptilus is een rechtvleugelig insect uit de familie veldsprinkhanen (Acrididae). De wetenschappelijke naam van deze soort is voor het eerst geldig gepubliceerd in 1844 door Charpentier.